# Daniel Kottke
Daniel Kottke (Bronxville, 4 de abril de 1954) es un ingeniero en computación e inventor estadounidense, que trabajó con Steve Jobs. 

## Biografía
Se graduó en la Universidad de Columbia en 1977.
En 1974 viajó a India con Jobs, a quien conoció en el Reed College de Portland, en busca de la iluminación espiritual.

### Apple
Kottke fue uno de los primeros empleados de Apple y trabajó con el diseñador de equipo y cofundador de Apple, Steve Wozniak, en el garaje de Steve Jobs en 1976.
Kottke fue uno de los miembros originales del equipo que desarrolló el Macintosh y su firma se puede encontrar grabada en la pared interna de los primeros ordenadores Macintosh.
Las relaciones personales y profesionales entre Kottke y Jobs se deterioraron progresivamente desde 1977.